# زندانی (فیلم ۱۹۸۴)
زندانی (به هندی: Ek Nai Paheli) فیلمی محصول سال ۱۹۸۴ و به کارگردانی اس. اس راویچاندرا است. در این فیلم بازیگرانی همچون جیتندرا، شاتورگان سینها، هما مالینی، مادهوی، قادرخان، شاکتی کاپور، رانجیت، آسرانی، بهارات بوشان، سیلک سمیتا، ویدیا سینها ایفای نقش کرده‌اند.